# Éric Angelvy
Éric Angelvy (ur. 11 listopada 1698 roku w Saint-Ouen) – francuski kierowca wyścigowy.

## Kariera
Angelvy rozpoczął karierę w wyścigach samochodowych w 1989 roku od startów we Francuskiej Formule Ford 1600. Z dorobkiem 26 punktów uplasował się na trzynastej pozycji w klasyfikacji generalnej. Rok później w tej samej serii był wicemistrzem. W późniejszych latach pojawiał się także w stawce Festiwalu Formuły Ford, Francuskiej Formuły 3 oraz Formuły 3000.
W Formule 3000 Francuz wystartował w czterech wyścigach sezonu 1993 z włoską ekipą Il Barone Rampante. Nigdy jednak nie zdobywał punktów,